# Cohors II Italica Civium Romanorum
Het Cohors II Italica Civium Romanorum was een Romeins cohort uit Italië gevormd uit Romeinse burgers.
In de Handelingen van de Apostelen wordt verwezen naar een cohort gestationeerd in Caesarea, "de Italiaanse" genaamd, waarvan Cornelius de honderdman is.
Volgens Josephus bestond het grootste gedeelte van het in Caesarea gestationeerde Romeinse leger uit Syriërs.
De Pulpit Commentary weet  vrijwel zeker dat het cohort uit auxiliarii (hulptroepen) bestond, die deels of zelfs geheel uit Italië afkomstig waren.  Waarschijnlijk waren het velones(vrijwilligers).
Het cohort was tot 157 gestationeerd in Syria onder Legaat Arridius Cornelianus.

## Verder lezen
- W.M. Ramsay, Cornelius and the Italic Cohort, The Expositor, 1869